# 若宮正則
若宮 正則（わかみや まさのり、1945年9月5日 - 1990年11月14日）は日本のアナキスト。元共産主義者同盟赤軍派の活動家。愛媛県宇和島市出身。

## 生涯
宇和島水産高校を卒業後上京して就職。その後、赤軍派に入り、中央軍の小隊長となる。
1969年に大菩薩峠事件で逮捕される。保釈後には釜ヶ崎へ向かい、1972年の「暴力手配師追放釜ヶ崎共闘会議」（釜共 /釜共闘）結成に参加。またラーメン屋を開業。
1972年9月4日に水崎町派出所爆弾事件を起こす。1972年12月26日に逮捕される。獄中で獄中者組合を結成。
1979年4月、増淵利行ら18人が土田・日石・ピース缶爆弾事件で起訴されて公判中に、1969年10月24日の警視庁機動隊庁舎爆破未遂事件の実行犯は自分であると証言した。 83年3月に上告を取り下げ、京都刑務所に下獄。
1986年5月、懲役10年の刑期を終え、京都刑務所を出所。親族への挨拶回り・帰郷を終えて釜ヶ崎に戻った若宮は同年8月、獄中者組合の活動で交流のあった元獄中者、そして新たに出会った「トミさん」と親称された釜ヶ崎住人を協力者として得て「労働者食堂」を開く。店の入り口には若宮の理念であり、アナキズムの命題の一つ「相互扶助」と書かれた黒旗が掲げられており、黒旗は古豪アナキストの大島英三郎から寄贈されたものであった。同年10月には、旧知の元赤軍派の仲間、労働戦線の友人たちなどからのカンパを得て、食堂から程近くに中古住宅を購入。その住宅を労働者が自由に出入りでき、宿泊が出来る「労働者の家」と名付けて自主管理空間の運営に着手する。
1989年、若宮は食堂や労働者の家を維持するべく、肉体労働で稼いだ金を注ぐなど自己犠牲的に取り組んだにもかかわらず、釜ヶ崎での種々の試みは企図した成果もほとんど得られることがなかった。理想が結実することなく疲れと行き詰まりを感じていた。運動から距離を取り始めていた若宮は、同年9月より釜ヶ崎を離れ、一時帰郷したり全国を放浪して、自然豊かな環境での暮らしを志向するようになっていった。その過程で南米での新たな人生を模索し始める。横浜・寿町のドヤ街で仕事を取り、仕事のない日には図書館で南米に関する文献を読み、南米に関する様々な側面を学習して知識を豊かにしていった。日雇い労働で渡航と滞在資金を貯めて、1990年10月にペルーに渡る。同年11月14日、彼の地で激烈な武装闘争を展開していた、毛沢東主義組織「センデロ・ルミノソ」のゲリラ兵士達に胸部をナイフで刺され、滞在先家庭のペルー人2名（宿泊場所を提供した村長の妻とその母）とともに落命。享年45。

## 関連書籍
- 高幣真公『釜ケ崎赤軍兵士 若宮正則物語』（彩流社）